# نيل فيرغسون (لاعب كرة قدم)
نيل فيرغسون (بالإنجليزية: Neil Ferguson)‏ هو لاعب كرة قدم أسترالية أسترالي، ولد في 28 نوفمبر 1945، وتوفي في 14 يوليو 2016.

## وصلات خارجية
- نيل فيرغسون على موقع AustralianFootball.com (الإنجليزية)
- نيل فيرغسون على موقع AFLtables.com (الإنجليزية)